# Valča
Valča (em húngaro: Valcsa) é um município da Eslováquia, situado no distrito de Martin, na região de Žilina. Tem 32,23 km² de área e sua população em 2018 foi estimada em 1.752 habitantes.

## Demografia
| Ano:        | 1994 | 2004   | 2014   | 2024    |
| ----------- | ---- | ------ | ------ | ------- |
| Broj ljudi: | 1409 | 1502   | 1630   | 1802    |
| Razlika:    |      | +6,60% | +8,52% | +10,55% |

| Ano:               | 2023 | 2024   |
| ------------------ | ---- | ------ |
| Número de pessoas: | 1804 | 1802   |
| Diferença:         |      | -0,11% |